# Plicofollis dussumieri
Plicofollis dussumieri es una especie de pez de la familia Ariidae, en el orden de los Siluriformes.

## Morfología
Los machos pueden llegar alcanzar los 62 cm de longitud total.

## Distribución geográfica
Se encuentra desde Mozambique y Madagascar hasta Sri Lanka, la costa oriental de la India, Bangladés, Birmania y  Sumatra.